# Andry Rajoelina
Andry Nirina Rajoelina (Antsirabe, 30 mei 1974) is een Malagassisch politicus. Sinds december 2023 is hij de president van Madagaskar, een functie die hij eerder al bekleedde tussen januari 2019 en september 2023. Van maart 2009 tot januari 2014 was hij ook al aan de macht als president van de Hoge Autoriteit van Madagaskar. Rajoelina, een voormalig professioneel dj en eigenaar van televisiekanaal VIVA, was van december 2007 tot februari 2009 burgemeester van de hoofdstad Antananarivo.

## Carrière
Rajoelina begon met het organiseren van evenementen en shows, wat hij van 1994 tot 2000 deed. Daarnaast richtte hij het bedrijf Injet op, gespecialiseerd in printopdrachten en advertenties.
In 2007 stichtte hij op 33-jarige leeftijd de politieke partij TGV (Tanora malaGasy Vonona, Vastbesloten Malagassische Jeugd). Hij stelde hij zich kandidaat voor het burgemeesterschap van Madagaskars hoofdstad Antananarivo en werd met een ruime meerderheid verkozen. Hij was burgemeester tot januari 2009.

### Protesten en president van de Hoge Autoriteit
Als leider van de TGV speelde Rajoelina een hoofdrol bij gewelddadige protesten tegen de toenmalige gekozen president Marc Ravalomanana, waarbij Rajoelina volgens de legerleiding werd gesteund door 99% van de militairen in het land. In februari 2009 nam het geweld toe, en de kerken trachtten tevergeefs tussen de regering en de oppositie te bemiddelen. De Verenigde Naties stuurden een gezant naar het eiland.
Nadat Ravalomanana op 17 maart 2009 de macht had overgedragen aan een groep hoge legerofficieren, schoven deze de presidentiële macht enkele uren later door naar Rajoelina. Een dag later erkende het Hooggerechtshof van Madagaskar de legaliteit van de machtsoverdracht. Op 28 maart werd de nieuwe leider in het voetbalstadion van de hoofdstad "ingehuldigd", waarbij hij de titel "president van de hoge autoriteit van de transitie" gebruikte. Grondwettelijk kon hij geen president van de republiek worden omdat hij nog geen 35 jaar oud was.
Na de verkiezingen van december 2013, die werden gezien als een belangrijke stap in het herstel van de democratie, droeg Rajoelina in januari 2014 de macht over aan Hery Rajaonarimampianina. Madagaskar werd vervolgens op 27 januari 2014 weer toegelaten tot de Afrikaanse Unie, nadat het lidmaatschap van het land op 20 maart 2009 was opgeschort wegens de machtsgreep door Rajoelina.

### Presidentschap
De presidentsverkiezingen van 2018 draaiden opnieuw uit op een strijd tussen Rajoelina en Ravalomanana. De twee versloegen president Rajaonarimampianina in de eerste ronde, waarna Rajoelina in de tweede ronde als winnaar uit de bus kwam. Hij werd op 19 januari 2019 president.
In juni 2023 leidde de onthulling van Rajoelina's Franse nationaliteit tot de opening van een parlementair onderzoek, gevolgd door ondervraging van het Hoge Constitutionele Hof door een groep burgers van de Malagassische diaspora in Frankrijk.
Rajoelina legde zijn ambt in september 2023 neer om mee te kunnen doen aan de presidentsverkiezingen later dat jaar. Al in de eerste ronde van deze verkiezingen vergaarde hij een ruime meerderheid van de stemmen (59%), waarmee hij verkozen werd voor een tweede ambtstermijn als president. Deze termijn ging op 16 december 2023 van start.